# Donald Scott (trójskoczek)
Donald Scott (ur. 23 lutego 1992 w Apopka) – amerykański lekkoatleta specjalizujący się w trójskoku.
Uczestnik mistrzostw świata w 2017 i 2019. Finalista igrzysk olimpijskich w Tokio. Brązowy medalista halowych mistrzostw świata w 2022.
Medalista mistrzostw Stanów Zjednoczonych oraz mistrzostw NCAA.
Rekordy życiowe: stadion – 17,43 (6 czerwca 2019, Rzym) / 17,74w (26 lipca 2019, Des Moines); hala – 17,24 (15 lutego 2020, Albuquerque).

## Osiągnięcia
| Rok  | Impreza                   | Miejsce   | Pozycja           | Wynik |
| ---- | ------------------------- | --------- | ----------------- | ----- |
| 2017 | Mistrzostwa świata        | Londyn    | el. – 13. miejsce | 16,63 |
| 2018 | Athletics World Cup       | Londyn    | 2. miejsce        | 16,73 |
| 2019 | Mecz Europa – USA         | Mińsk     | 5. miejsce        | 16,47 |
| 2019 | Mistrzostwa świata        | Doha      | 6. miejsce        | 17,17 |
| 2021 | Igrzyska olimpijskie      | Tokio     | 10. miejsce       | 17,18 |
| 2022 | Halowe mistrzostwa świata | Belgrad   | 3. miejsce        | 17,21 |
| 2022 | Mistrzostwa świata        | Eugene    | 6. miejsce        | 17,14 |
| 2023 | Mistrzostwa świata        | Budapeszt | el. – 22. miejsce | 16,33 |
| 2024 | Halowe mistrzostwa świata | Glasgow   | 6. miejsce        | 16,88 |
| 2024 | Igrzyska olimpijskie      | Paryż     | el. – 14. miejsce | 16,77 |